# Hùng Mỹ
Hùng Mỹ là một xã thuộc huyện Chiêm Hóa, tỉnh Tuyên Quang, Việt Nam.
Xã Hùng Mỹ có tổng diện tích đất tự nhiên là 6.541,39 ha,
nằm ở phía Bắc huyện Chiêm Hoá, có vị trí địa lý như sau:
- Phía Bắc giáp huyện Na Hang.
- Phía Nam giáp xã Xuân Quang.
- Phía Đông giáp xã Yên Lập.
- Phía Tây giáp xã Tân Mỹ, xã Tân An, xã Phúc Sơn.